# 조지프 데이비드존스
조지프 데이비드존스(영어: Joseph David-Jones)는 미국의 배우이다.